# Querder
Als Querder (von Althochdeutsch querdar ‚Köder‘, ‚Lockspeise‘), auch Ammocoetes, werden die augenlosen, wurmartigen Larven der Neunaugen (Petromyzontidae) bezeichnet. Die Neunaugen gehören zu den Rundmäulern (früher: „Agnathen“), einer Gruppe urtümlicher Wirbeltiere ohne Kieferapparat. Während der Larvenzeit im Süßwasser, die bis zu fünf (ausnahmsweise wohl sieben) Jahre währt und mit der etwa drei bis vier Monate dauernden Umwandlung zum adulten Neunauge abgeschlossen wird, leben die Tiere verborgen im weichen Grund von langsam fließenden Gewässern. Sie fertigen sich dort eine bogenförmige Schlammröhre, die sie mit Hilfe eines Drüsenstoffs verfestigen. Lediglich das zweilappige Maul ragt geringfügig ins strömende Wasser, um mit borstenartigen Fortsätzen, den Zirren, Nahrungspartikel wie Plankton und Schwebteilchen aus dem Wasser zu filtrieren. Bei Störungen ziehen sie sich weit in die Röhre zurück. Die Atmung erfolgt weitgehend über die Haut, erst bei den erwachsenen Neunaugen wird ein einfacher, nun vom Darm getrennter Kiemensack ausgebildet.
Früher wurden Neunaugenlarven für eine eigene Tierart gehalten und mit dem wissenschaftlichen Namen Ammocoetes branchialis (im Deutschen auch „Steinquerder“) versehen.

Querder oder Ammocoetes
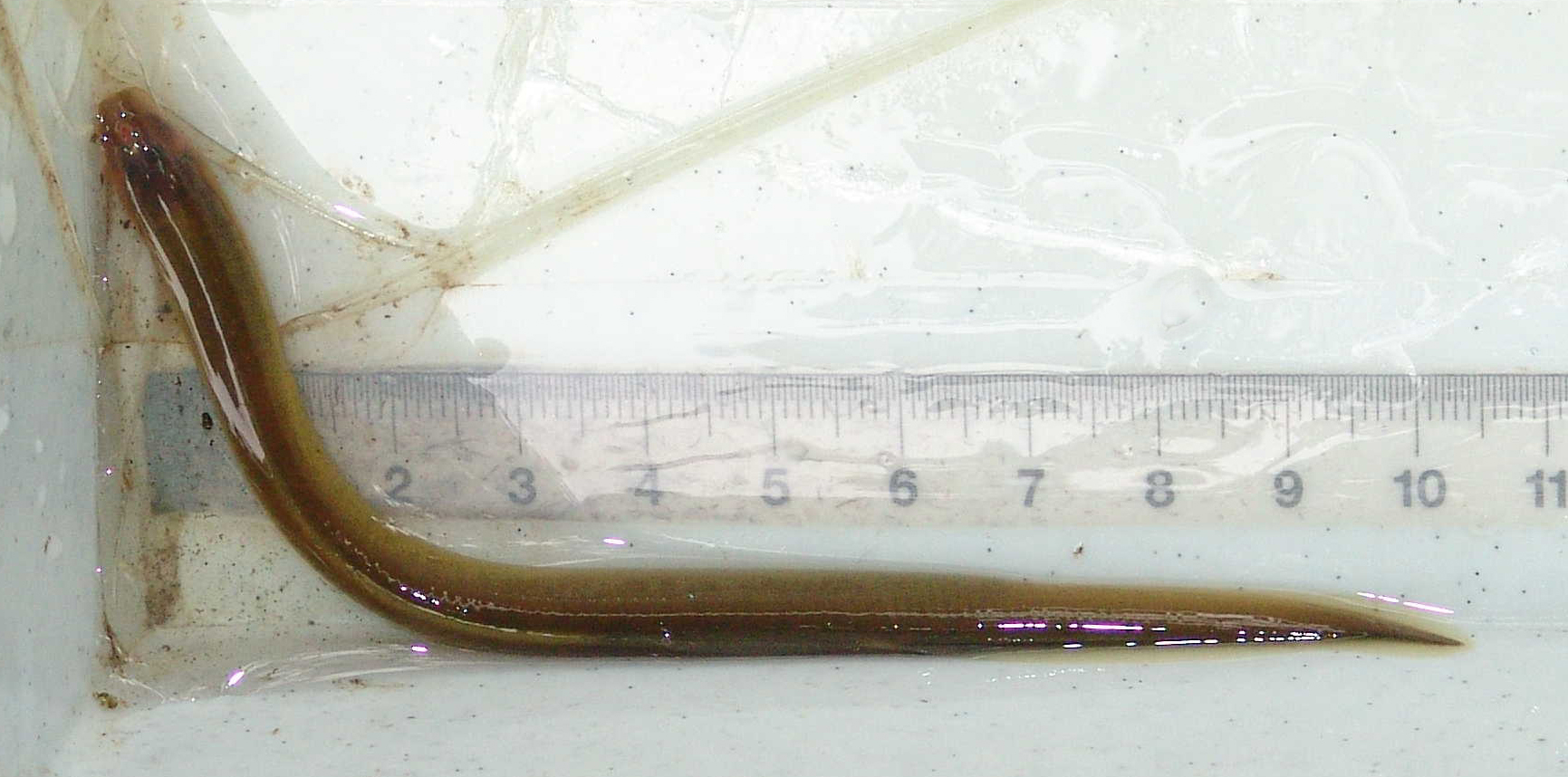
Älterer Querder des Bachneunauges aus der Spree
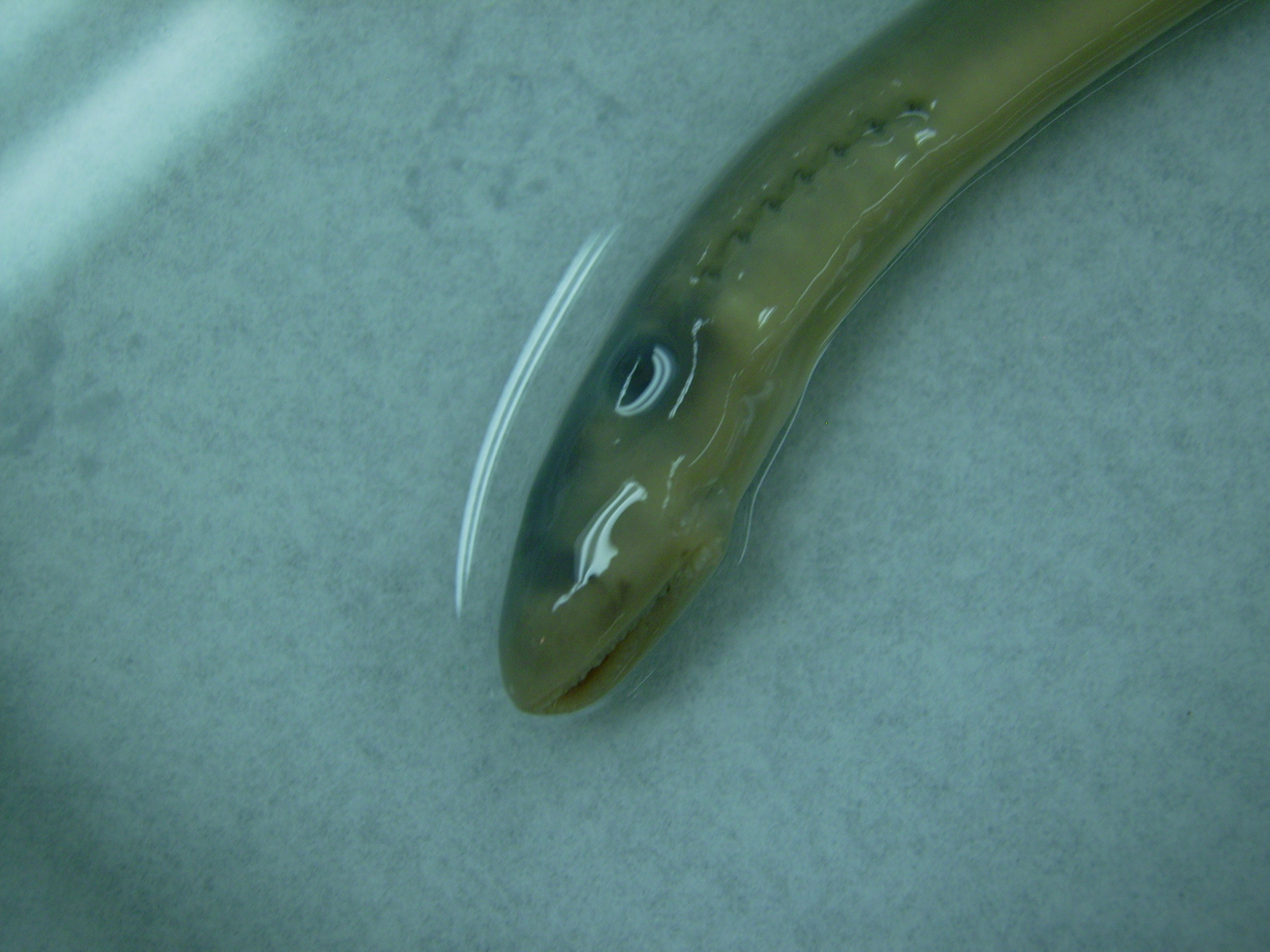
Seitenansicht des Kopfes eines Querders des Meerneunauges.
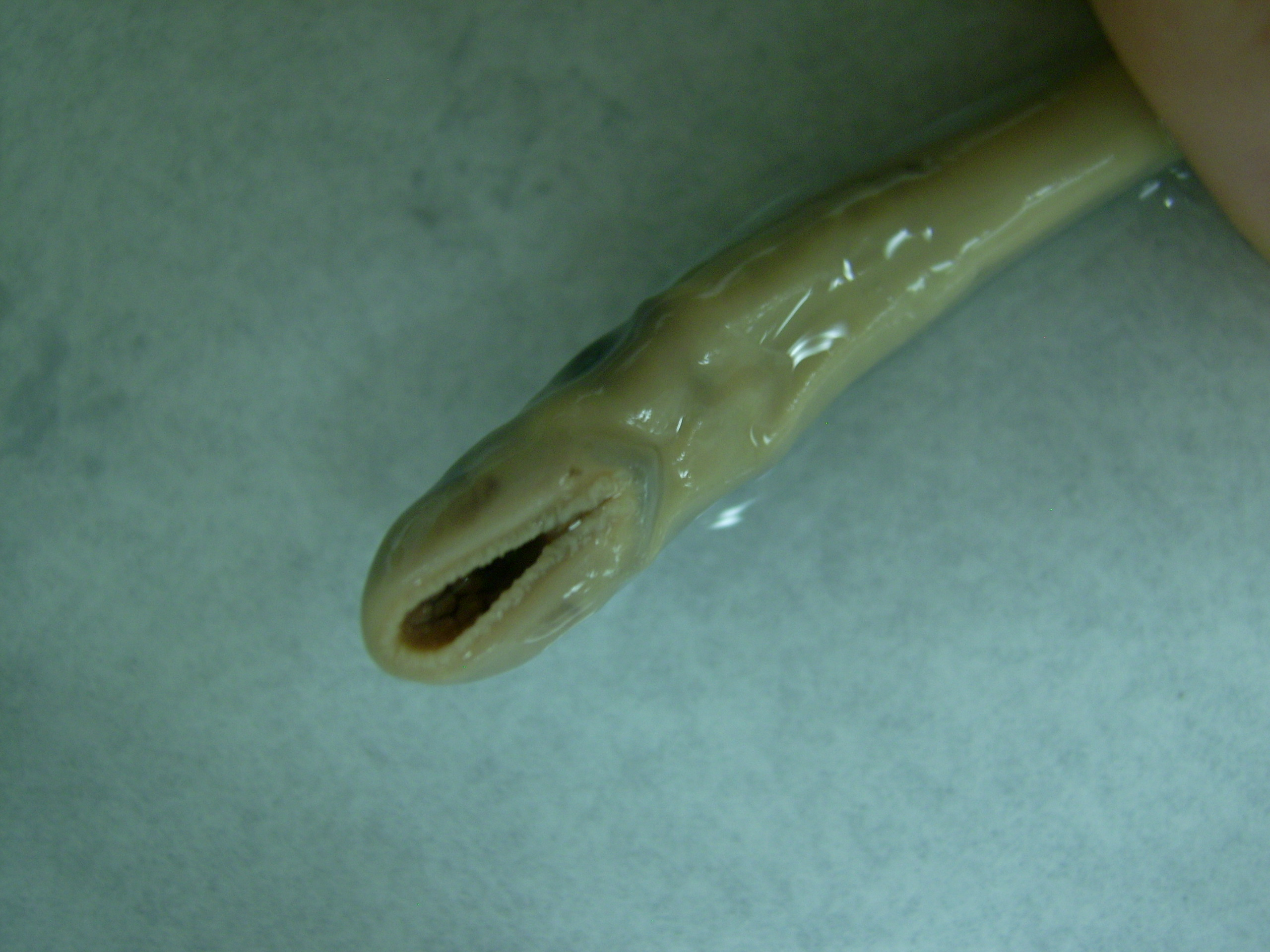
Maul eines Querders des Meerneunauges.
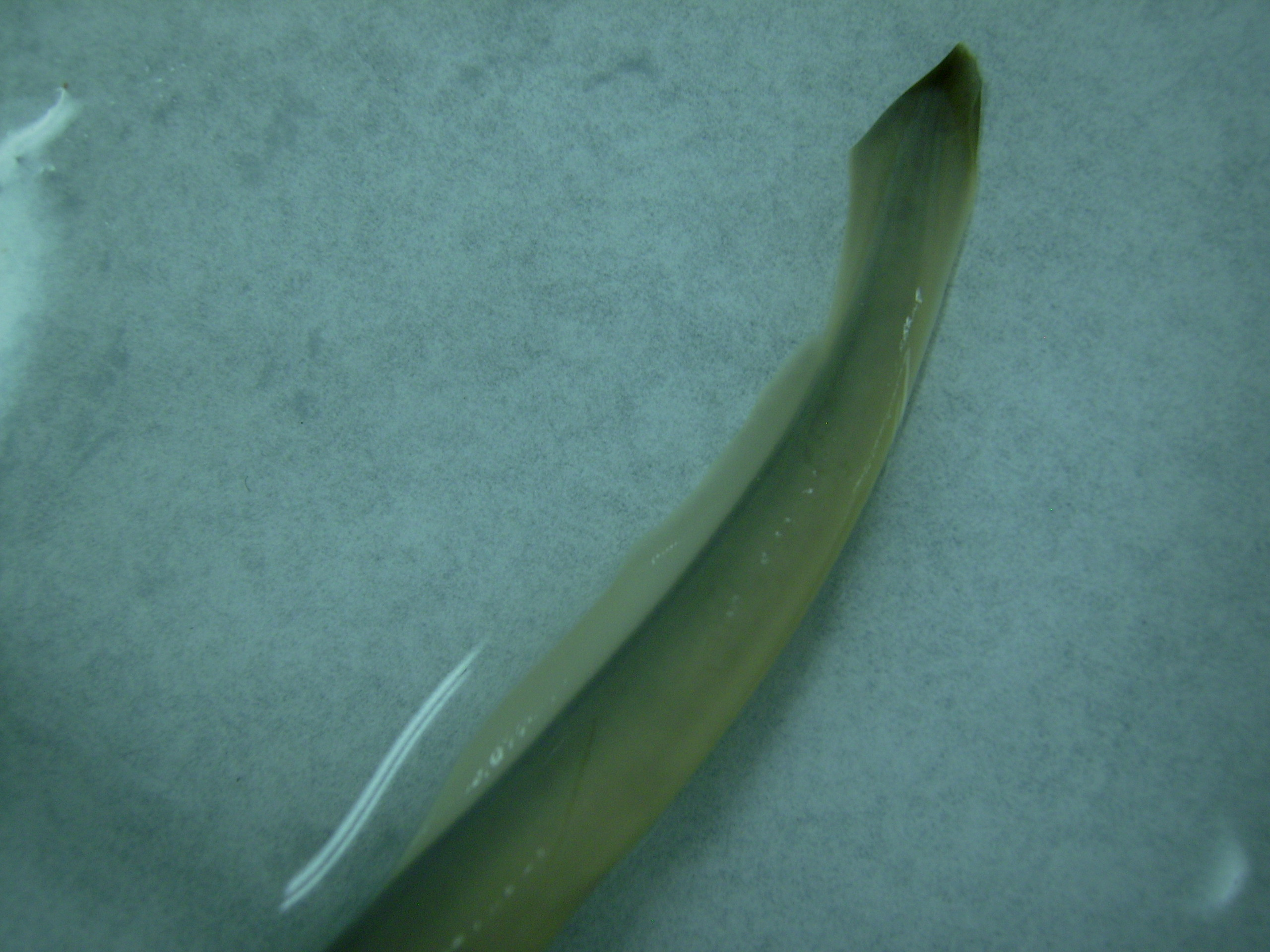
Körperende eines Querders des Meerneunauges.